# Trường Viên
Trường Viên (giản thể: 长垣市; phồn thể: 長垣縣; bính âm: Chángyuán Shì) là một thành phố cấp huyện thuộc địa cấp thị Tân Hương, tỉnh Hà Nam,Trung Quốc.

### Nhai đạo
- Bồ Tây (蒲西街道)
- Bồ Đông (蒲东街道)
- Nam Bồ (南蒲街道)
- Bồ Bắc (蒲北街道)

### Trấn
| - Đinh Loan (丁栾镇) - Phiền Tướng (樊相镇) - Ngụy Trang (魏庄镇) - Não Lý (恼里镇) | - Thường Thôn (常村镇) - Triệu Đê (赵堤镇) - Mạnh Cương (孟岗镇) - Mãn Thôn (满村镇) |

### Hương
| - Lô Cương (芦岗乡) - Miêu Trại (苗寨乡) - Phương Lý (方里乡) | - Vũ Khâu (武邱乡) - Xà Gia (佘家乡) - Trương Tam Trại (张三寨乡) |